# Гуадалахара
Гуадалахара (на испански: Guadalajara) е столицата на централнозападния щат Халиско в Мексико, 2-рият по население град в страната.
Известен е с имената Перлата на запада (La Perla del Occidente) и Град на розите (Ciudad de las Rosas).

## История
Градът е основан през 1531 г. от испанците. Кръстен е на испанския град Гуадалахара, чието име произлиза от арабското Вад-ал-хиджара, което означава „река, течаща между скали“.

## География
Разположен е на 1589 метра надморска височина. Има площ от 187,9 км² и население от 1 460 148 жители (2015).
Температура:
- Средната юлска температура: 26 °C (през деня), 16 °C (през нощта).
- Средната температура на най-горещия месец – май: 31 °C (през деня), 13 °C (през нощта).
- Средната температура през най-студения месец – януари: 23 °C (през деня), 6 °C (през нощта).

Валежи: 853 мм средногодишно, 240 мм през юли.

## Забележителности
Гуадалахара е важен туристически център. Някои от неговите забележителности:
- църква „Сан Франциско“ (XVI – XVII в.)
- църква „Санта Моника“ (1720 – 1733)
- Музей на Хосе Клементе Ороско

## Известни личности
Родени в Гуадалахара
- Жаклин Бракамонтес (р. 1979), актриса
- Гаел Гарсия Бернал (р. 1978), актьор
- Хорхе Бланко (р. 1991), актьор
- Хуан Пабло Вилялобос (р. 1973), писател
- Лис Гаярдо (р. 1979), актриса
- Улисес Давила (р. 1991), футболист
- Ариадне Диас (р. 1983), актриса
- Маскарита Дорада (р. 1982), кечист
- Хавиер Ернандес (р. 1988), футболист
- Химена Наварете (р. 1988), актриса
- Бегоня Нарваес (р. 1987), актриса
- Гилермо Очоа (р. 1985), футболист
- Павел Пардо (р. 1976), футболист
- Серхио Перес (р. 1990), автомобилен състезател
- Гуадалупе Пинеда (р. 1955), певица
- Еса Риос (р. 1978), кечист
- Освалдо Санчес (р. 1973), футболист
- Гийермо дел Торо (р. 1964), режисьор
- Кати Хурадо (1924 – 2002), актриса

Починали в Гуадалахара
- Педро де Алварадо (1495 – 1541), конкистадор

## Галерия
- Towers of the Country Club Condominium
- Guadalajara World Trade Center
- Chapultepec Tower
- Tapatio Tour, Bus Tour
- Municipal Palace
- Plaza de Armas and Cathedral
- Government's Palace
- Liberation Square
- Pedro Moreno Street
- Juarez Avenue and Colon Street
- Morelos Street
- Building at University Square
- Octavio Paz Library at University Square
- Plaza Tapatía
- Coat of Arms